# Negleklipper
En negleklipper (også kaldet en negletrimmer eller en neglesaks) er et værktøj, som bruges til at trimme finger- og tånegle.

## Design
En neglesaks er normalt lavet af rustfrit stål, men kan også laves af plastik og aluminium. De to mest normale varianter er neglesaks og negleklipper. De kan begge være genstande i en almindelig husstand. De fleste neglesakse købes som et redskab med flere funktioner – fx med en neglerenser og/eller en neglefil tilknyttet. En neglefil bruges til at file skarpe kanter på neglene, mens en neglerenser bruges til at rense skidt væk under neglene. Nogle lommeknive indeholder en neglesaks.

## Historie
Opfinderen af neglesaksen er ukendt, men den første opfinder, som tog patent på neglesaksen er amerikanske er Valentine Fogerty i 1875. Andre, som også har taget patent på neglesaksen er William C. Edge i 1876 og John H. Hollman i 1878 samt mange flere. 
Omkring 1906 begyndte L. T. Snow company at producere neglesakse som den første fabrik.